# جمعية مرشدات بنين
جمعية مرشدات بنين هي المنظمة الإرشادية الوطنية في بنين. بدأت الحركة الإرشادية في بنين في عام 1954، ولقد تأسست جمعية مرشدات بنين في عام 1960 وأصبحت عضوا في الجمعية العالمية للمرشدات وفتيات الكشافة في عام 1963. الجمعية موجهه فقط للفتيات وتضم 1533 عضوة اعتبارا من 2003.